# 전쟁과 추억 (미니시리즈)
《전쟁과 추억》은 미국의 텔레비전 미니시리즈로 허먼 워크가 1978년 발표한 동명의 소설을 원작으로 하고 있다. 이 미니시리즈는 총 12회 분량으로, 1988년 11월 13일부터 11월 23일까지 7회가, 1989년 5월 7일부터 5월 14일까지 나머지 5회가 미국 ABC 방송에서 방영되었다. 이 시리즈는 일본군의 진주만 공습으로 미국이 제2차 세계대전에 참전한 직후인 1941년 12월 15일부터 일본 히로시마에 원자폭탄이 투하된 다음 날인 1945년 8월 7일까지 미군 헨리 가족과 사돈인 유대계 야스트로프 가족이 전쟁에서 겪은 일을 다루고 있다. 즉 현역 미군 대장인 아버지 빅터와 전선에 직접 출격한 미군 장교인 아들 바이런이 전선에서 겪는 전쟁, 그리고 바이런과 결혼했지만 나치 점령 하의 유럽을 벗어나지 못해 게토에 억류된 나탈리 야스트로프와 그 가족이 이후 아우슈비츠 절멸수용소로 이송되어 겪게 되는 홀로코스트의 비극이 묘사되고 있다. 이들의 이야기와 함께 공식적인 제2차 세계대전의 전황 및 후방에서 벌어진 중요한 역사적 사건들도 묘사되고 있다.
대한민국에서는 KBS에서 1989년 8월 11일과 12일, 18일과 19일, 24일부터 27일까지 연속으로 방영되었다.

## 출연
- 로버트 미첨 - 빅터 헨리 대장
- 제인 시모어 - 나탈리 헨리(결혼 전 성은 야스트로프)
- 하트 보크너 - 바이런 헨리
- 존 길구드 - 아론 야스트로프
- 하임 토폴 - 베렐 야스트로프
- 빅토리아 테넌트 - 파멜라
- 폴리 버겐 - 로다 헨리
- 제레미 켐프 - 아르민 폰 론 장군
- 스티븐 버코프 - 아돌프 히틀러
- 로버트 하디 - 윈스턴 처칠 영국 총리
- 랠프 벨라미 - 프랭클린 루즈벨트 미국 대통령
- E. G. 마셜 - 드와이트 아이젠하워 장군
- 하디 크뤼거 - 에르빈 롬멜 원수

## 한국판 성우진 (KBS)
- 박상일 - 빅터 헨리(로버트 미첨)
- 장유진 - 나탈리(제인 시모어)
- 이정구 - 바이런(하트 보크너)
- 임종국 - 아론(존 길구드)
- 노민 - 베렐(하임 토폴)
- 이완호 - 히틀러(스티븐 버코프)
- 김병관 - 처칠(로버트 하디)
- 이강룡 - 루즈벨트(랠프 벨라미)
- 유강진 - 아이젠하워(E. G. 마셜)
- 한상덕 - 롬멜(하디 크뤼거)
- 이봉준 - 해설
- 김종성
- 정기항
- 김정경
- 온영삼
- 이경자
- 탁원제
- 문영래
- 오세홍
- 백진
- 전기병
- 김준
- 강구한